# Geoparc dels Dinosaures Țara Hațegului
El Geoparc dels Dinosaures Țara Hațegului es va obrir establert el 2004–05 a la zona Hațeg. Aquesta àrea va constituir una gran illa alta mar del mar de Tetis que va existir durant el període del Cretaci final, probablement des del Cenomanià fins a l’època de Maastrichtià.
El parc forma part de la Xarxa Europea de Geoparcs i té com a objectiu promoure els valors locals, garantir la restauració dels monuments, identificar i documentar les tradicions locals i educar i informar les comunitats locals sobre com preservar la identitat cultural local.